# Bolzano Vicentino
Bolzano Vicentino es un municipio italiano de 6.224 habitantes de la provincia de Vicenza (región del Véneto).
La denominación del municipio hasta el año 1867 era Bolzano.
En la localidad de Lisiera se encuentra la Villa Valmanara, una de las villas palladianas protegida como Patrimonio de la Humanidad por la Unesco. Fue construida alrededor del año 1563.

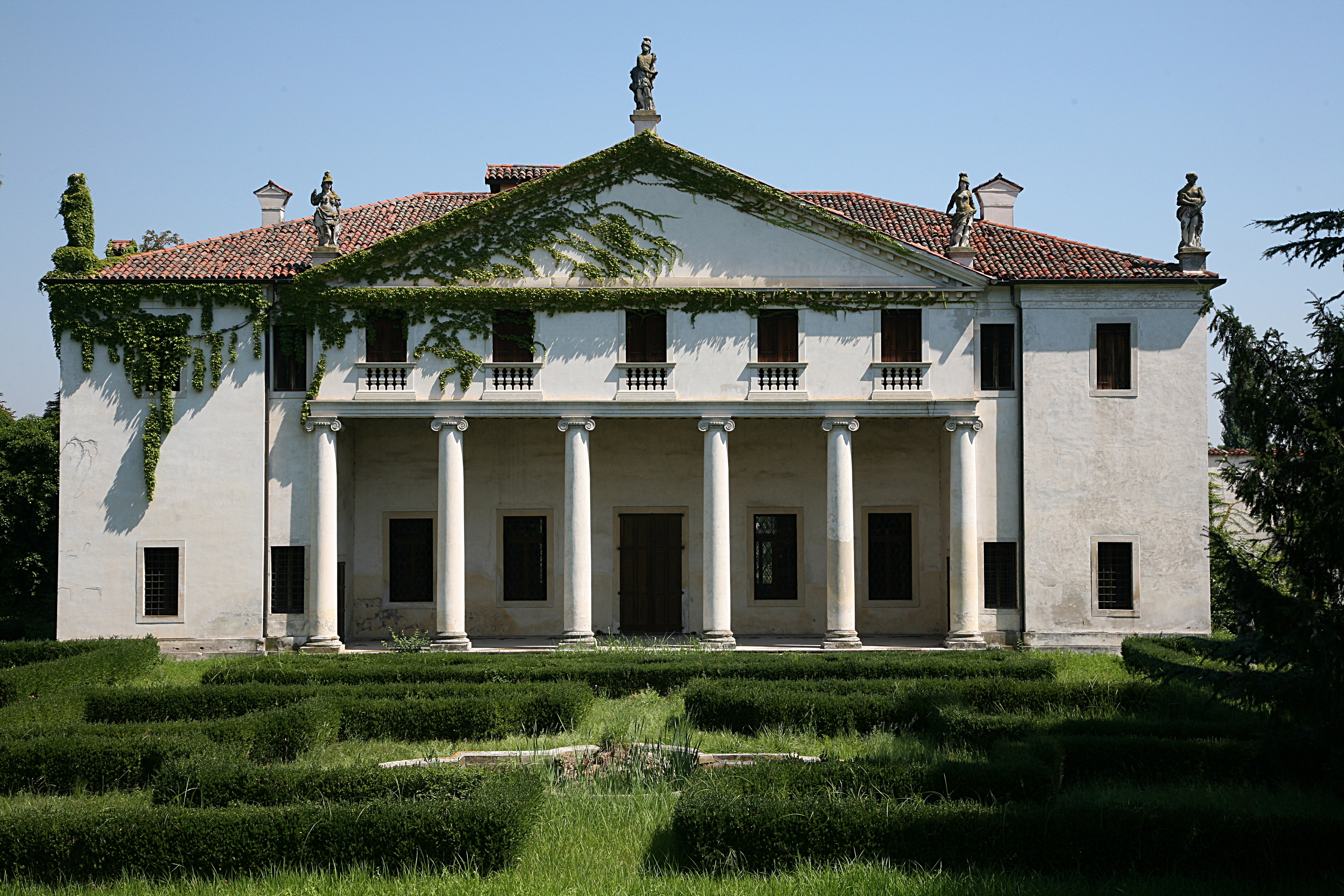
Villa Valmanara en la frazzione de Lisiera.

## Evolución demográfica
| Gráfica de evolución demográfica de Bolzano Vicentino entre 1861 y 2001 |
|                                                                         |
| Fuente ISTAT - elaboración gráfica de Wikipedia                         |